# Emanuel Litvinoff
Emanuel Litvinoff (Bethnal Green, Londres, 5 de mayo de 1915-Bloomsbury, 24 de septiembre de 2011) fue un escritor y activista por los derechos humanos británico. Fue una figura destacada dentro de la literatura anglojudía, conocida sobre todo por sus novelas, sus relatos cortos, sus poemas y sus obras de teatro.

## Obras
- Conscripts (1941)
- The Untried Soldier (1942)
- A Crown for Cain (1948), poemas
- The Lost Europeans (1960)
- The Man Next Door (1968)
- Journey Through a Small Planet (1972)
- A Death Out of Season (1973)
- Notes for a Survivor (1973)
- Soviet Anti-Semitism: The Paris Trial (1974)
- Blood on the Snow (1975)
- The Face of Terror (1978)
- The Penguin Book of Jewish Short Stories (1979), como editor
- Falls the Shadow (1983)